# Bitwa pod Borowem
Bitwa pod Borowem – część wielkiej bitwy nad Autą. Walki polskiego 69 pułku piechoty mjr. Stanisława Thiela z sowiecką 33 Dywizją Strzelców w czasie lipcowej ofensywy Frontu Zachodniego Michaiła Tuchaczewskiego w okresie wojny polsko-bolszewickiej.

## Położenie wojsk przed bitwą
Wojsko Polskie
Front Północno-Wschodni gen. Stanisława Szeptyckiego w składzie 1. i 4 Armia, dysponujący około 70 tys. żołnierzy i 460 działami.
Ugrupowanie obronne
1 Armia gen. Gustawa Zygadłowicza, dysponująca 34 tys. żołnierzy i 186 działami, która ugrupowana była w sposób następujący: 
- Na lewym skrzydle, w przesmyku między Dźwiną i jeziorem Jelnia, rozwinęła się grupa ppłk. Jerzego Sawa-Sawickiego w składzie 33 pułk piechoty, dywizjon 18 pułku ułanów i 3 baterie artylerii;
- Grupa gen. Lucjana Żeligowskiego w składzie 8. i 10 Dywizja Piechoty broniła się w centrum ugrupowania i osłaniała kierunek Hermanowicze – Wilno;
- Prawe skrzydło armii stanowiła Grupa gen. Władysława Jędrzejewskiego w składzie 7 Brygada Rezerwowa i IX Brygada Piechoty.

Na południe od linii kolejowej Połock – Mołodeczno zajmowała stanowiska 4 Armia gen. Szeptyckiego. Jej północne skrzydło tworzyła Grupa gen. Jana Rządkowskiego w składzie 1 Dywizja Litewsko–Białoruska i 11 Dywizja Piechoty.
Armia Czerwona
Front Zachodni Michaiła Tuchaczewskiego liczył około 150–160 tys. żołnierzy i 772 działa
Plan natarcia
Plan Tuchaczewskiego zakładał dwustronne oskrzydlenie polskiej 1 Armii gen. Zygadłowicza, okrążenie jej i zniszczenie w rejonie Łużki – Głębokie.
W tym celu:
- 4 Armia Jewgienija Siergiejewa w składzie 12., 18. i 3 Dywizja Strzelców oraz 164 BS z 3 Korpusem Kawalerii Gaja, w składzie 10. i 15 DK, miała nacierać między Dźwiną a Dzisną, przez Dryhucze – Szarkowszczyznę – Hermanowicze, i rozbić lewe skrzydło polskiej 1 Armii.
- 3 Armia Władimira Łazariewicza w składzie 5., 6., 21. i 56 Dywizja Strzelców otrzymała zadanie uderzyć od południa przez Dokszyce – Parafianowo i rozbić prawe skrzydło wojsk gen. Zygadłowicza.
- 15 Armia Augusta Korka w składzie 4., 11., 15., 16., 33. i 54 Dywizja Strzelców miała wykonać w centrum uderzenie pomocnicze, wiązać oddziały polskie walką i uniemożliwić przerzucenie odwodów na zagrożone skrzydła[1][8].
- 16 Armia miała sforsować Berezynę z 5 na 6 lipca i nacierać w kierunku Ihumenia[2].

Całością sił uderzeniowych dowodził dowódca Frontu Zachodniego Michaił Tuchaczewski.

## Przebieg bitwy
4 lipca 1920 wojska Frontu Zachodniego Michaiła Tuchaczewskiego rozpoczęły natarcie. Pierwszego dnia bitwy nieprzyjaciel przełamał front 11 Dywizji Piechoty na prawym skrzydle polskiej 1 Armii gen. Gustawa Zygadłowicza i ruszył na Parafianowo. Dowódca armii wprowadził do walki odwodową 17 Dywizję Piechoty.
69 pułk piechoty, stacjonujący do tej pory w Michalach, otrzymał rozkaz odbicia Borowego. Idący w awangardzie III/69 pp maszerował przez Maźniowo – Bojary i Kolano i dotarł do linii kolejowej Połock – Parafianowo. Nasyp kolejowy na odcinku Ujście–Dajlidowo obsadzony był przez oddziały sowieckiej 33 Dywizji Strzelców. Energiczne natarcie polskiego pułku zaskoczyło przeciwnika i zmusiło do odwrotu. Kolejną linię obrony nieprzyjaciel zorganizował pod Borowem. Po ciężkich walkach pododdziały polskie zdobyły miejscowość. 5 lipca, wobec ogólnej sytuacji na froncie, pułk otrzymał rozkaz odwrotu i opuścił Borowe.

## Bilans walk
W bitwie pod Borowem 69 pułk piechoty mjr. Stanisława Thiela wziął do niewoli kilkudziesięciu jeńców i zdobył trzy ckm-y. Zwycięstwo pułk przypłacił stratą 3 zabitych i 18 rannych.